# Unternehmen Anton

Frankreich zwischen dem Waffenstillstand im Juni 1940 und dem Unternehmen Anton im November 1942

Unternehmen Anton war der Deckname der Planungen für die militärische Besetzung der nach dem Westfeldzug unbesetzt gebliebenen Zone Frankreichs unter dem Vichy-Regime durch deutsche und italienische Truppen während des Zweiten Weltkrieges.

## Verlauf
Nach der Landung der Alliierten in Französisch-Nordafrika (8. November 1942, Operation Torch) ließ Hitler die seit Mai 1942 bestehende Planung für das Unternehmen Anton aktualisieren und befahl dessen Durchführung mit deutschen Streitkräften und italienischer Unterstützung. Das Unternehmen Anton ging auf die seit Dezember 1940 bestehende Planung für das Unternehmen Attila zurück.
Am Abend des 10. November hatten die Achsenmächte die Vorbereitung für Anton abgeschlossen, die Durchführung begann am 11. November etwa ab 7 Uhr. Die deutsche 7. Armee rückte parallel zur spanischen Grenze von der Atlantikküste vor, während die deutsche 1. Armee von Zentral-Frankreich in Richtung Vichy und Toulon vorrückte – beide Armeen standen unter dem Kommando von Generaloberst Johannes Blaskowitz. Die italienische 4. Armee besetzte die Côte d’Azur und eine italienische Division landete auf der Insel Korsika. Bis zum Abend des 11. November hatten deutsche Panzer die Mittelmeerküste erreicht.
Das Vichy-Regime kritisierte in Rundfunkdurchsagen den Verstoß gegen das Waffenstillstandsabkommen von 1940. Die 50.000 Mann starke Armee des Vichy-Regimes nahm anfangs noch Verteidigungsstellungen vor Toulon ein; als sie von der Wehrmacht aufgefordert wurde, sich aufzulösen, tat sie dies.
Die Deutschen planten, die demobilisierte französische Flotte im Militärhafen Toulon intakt einzunehmen (Unternehmen Lila). Den Kommandeuren der französischen Marine gelang es, die Deutschen so lange mit Verhandlungen und Täuschungen hinzuhalten, bis die Franzosen ihre Schiffe selbst versenken konnten, ehe die Deutschen in der Lage waren, sie zu beschlagnahmen. Dies verhinderte, dass die drei Schlachtschiffe Strasbourg, Dunkerque und Provence sowie sieben Kreuzer, neunundzwanzig Zerstörer, zwanzig U-Boote und der Seeflugzeugträger Commandant Teste in die Hände der Achsenmächte fielen. Vier französischen U-Booten gelang es, den Hafen zu verlassen. Drei davon (Casabianca, Marsouin und Le Glorieux) fuhren nach Nordafrika.